# Pralboino
Pralboino är en ort och kommun i provinsen Brescia i regionen Lombardiet i Italien. Kommunen hade 2 923 invånare (2018).